# Divisi
Nella terminologia musicale l'indicazione divisi, spesso annotata div., è un'istruzione che divide un'unica sezione di strumenti in più sottosezioni. Ciò in genere avviene per i violini fra gli archi in un'orchestra, sebbene anche le viole, i violoncelli, e i contrabbassi possano essere divisi. Tipicamente, le sezioni a 4 parti per corno francese comprendono sezioni divise se i corni 1/2 e/o 3/4 non suonano le stesse note ("a2"). Altri ottoni possono essere divisi, ma ciò avviene in modo meno frequente rispetto ai corni. Anche i legni - specialmente i flauti e i clarinetti - adoperano "divisi" per avere più parti e anche fra i singoli esecutori della stessa parte.